# 皮茨福德 (密歇根州)
皮茨福德（英語：Pittsford）是位於美國密歇根州希爾斯代爾縣傑佛遜鎮區及皮茨福德鎮區的一個普查規定居民點。

## 人口
根據2020年美國人口普查的數據，皮茨福德的面積為4.95平方千米，當中陸地面積為4.95平方千米，而水域面積為0.00平方千米。當地共有人口553人，而人口密度為每平方千米111.72人。